# Odontites squarrosus
Odontites squarrosus är en snyltrotsväxtart. Odontites squarrosus ingår i släktet rödtoppor, och familjen snyltrotsväxter.

## Underarter
Arten delas in i följande underarter:
- O. s. foliosus
- O. s. squarrosus